# 4-メチル-1-ペンテン
4-メチル-1-ペンテン（英: 4-Methyl-1-pentene）は、化学式C6H12で表される有機化合物。ヘキセンの異性体（イソヘキセン）の一種である。消防法に定める第4類危険物 第1石油類に該当する。

## 用途
4-メチル-1-ペンテンはプロピレンの二量化によって得られ、重合により高融点のポリオレフィンとなる。ポリマーの透明性向上剤としての用途もある。